# Sumberbening (Bantur)
Sumberbening is een bestuurslaag in het regentschap Malang van de provincie Oost-Java, Indonesië. Sumberbening telt 5231 inwoners (volkstelling 2010).